# Barleria brownii
Barleria brownii är en akantusväxtart som beskrevs av Spencer Le Marchant Moore. Barleria brownii ingår i släktet Barleria och familjen akantusväxter. Inga underarter finns listade i Catalogue of Life.